# Liriomyza mikaniopsidis
Liriomyza mikaniopsidis este o specie de muște din genul Liriomyza, familia Agromyzidae, descrisă de Spencer în anul 1961.
Este endemică în Etiopia. Conform Catalogue of Life specia Liriomyza mikaniopsidis nu are subspecii cunoscute.